# 穴吹義雄
穴吹 義雄（あなぶき よしお、1933年5月6日 - 2018年7月31日）は、香川県香川郡香川町（現・高松市香川町）出身のプロ野球選手（外野手、内野手）・コーチ・監督、解説者・評論家。
1962年から1966年までの登録名は穴吹 隆洋（あなぶき たかひろ）。

## 経歴
進学校・高松高校時代から評判の打者で、1951年夏の甲子園県予選準々決勝に進むが尽誠学園に敗退。
1952年に中央大学経済学部へ進学後も更に才能が開花。東都大学野球リーグでは2年次の1953年春季リーグで優勝、同年の大学全日本選手権では決勝で立大に敗れ準優勝。リーグ通算99試合出場、349打数111安打、打率.318、6本塁打、55打点。3年次の1954年秋季リーグと、4年次の1955年春季リーグに2季連続首位打者になる。大学同期に伊藤芳明、鈴木隆がいた。各球団がこぞって穴吹の下に来始めたのはこの頃で、穴吹の憧れの球団は巨人であった。巨人からも誘いはあったが、一番早く声をかけてきたのが南海であった。3年時、後にチームメイトとなる1年先輩の円子宏（東京農業大学）を見に行った鶴岡一人監督が自ら出向いて声をかけ、穴吹に打撃のコーチをした。穴吹曰く「それが連続首位打者につながった」といい、鶴岡も何くれとなく穴吹の相談に乗っていた。その恩義と「郷里の高松出身の大先輩、巨人・水原茂監督と西鉄・三原脩監督の引き立てのない球団で自分の力だけで野球をやりたかった」ことから、4年次の夏に南海入りを決めた。ところが当時は自由競争時代で、穴吹獲得に各球団はあらゆる関係者にアプローチし、切り崩しを図った。一番手っ取り早いのが札束攻撃で、南海入りが噂されると、各球団のスカウトが札束持参で穴吹の4人の兄や親戚、関係者のところへ行き、説得を約束させた。金が絡むと兄弟といえどもギクシャクし、縁を切るとかとんでもない話も出るほどで、すでに両親がいなかった穴吹家は一時バラバラになってしまう。その一方で各球団は契約金をさらに上乗せして獲得競争をあおるなど、常軌を逸した争奪戦に発展した。大阪1000万円、毎日900万円、中日750万円、西鉄700万円と当時大学新卒の会社員の月給が1万円であった時代にとんでもない額が提示された。南海は鶴岡が心配をして、当初の契約金より上乗せして、ようやく提示した球団の中で最低の700万円であったが、それでも穴吹の気持ちは変わらず、南海入り。とんでもない額の契約金でプロ入りしたと思われていた男は、実は提示額最低の金額でプロ入りをしていたのであった。中央大理事を兼務していた大川博オーナーが率いる東映も穴吹争奪戦に参戦していたが、南海は兄など家族、後援者の信頼も勝ち得ていた。水原、三原らの強烈な勧誘を跳ね退け、鶴岡への義理を立てて、1955年秋に南海ホークスへ入団。中央大先輩の深見安博の仲介もあった。南海入団の際、騒動の顛末は小野稔の小説『あなた買います』として出版され、同書を基に大木実、佐田啓二、岸惠子らの出演で松竹から映画化された。穴吹はプロ入り後、当時の話はしたがらなかった。
1956年は3月21日の阪急との開幕戦（大阪）に6番・三塁手として初出場を果たし、2回の初打席で梶本隆夫から初安打を放つ。4回は三振に終わったが、7回はまた安打を放つ。9回裏に先頭打者で登場して柴田英治から劇的なサヨナラ本塁打を放ち、気を使っていた大物新人が初めて思い切りバットを振り、新人選手による開幕戦サヨナラ本塁打第1号となる。穴吹は「ホームランはインコースのシュートボール。最終回だし、同点だったので長打を狙った。それまでは徹底的な外角攻めもあって右方向ばかり狙っていたが…。とにかく初めての開幕戦であがっていたけど、このホームランで自信がつきました」と振り返っており、右方向を狙っても2安打で、サヨナラ本塁打と合わせて猛打賞でのスタートは穴吹の前途洋々たる選手生活を予感させるものであった。同年は一塁手としても起用され52試合に先発出場。
1957年には三塁手と外野手を兼ねて初の規定打席（12位、打率.274）に到達、15本塁打を放つ。4月11日の大映戦（後楽園）では、本塁打を放ちながらヒットと勘違いして全力疾走し、前にいた走者の岡本伊三美を追い越してアウトになるという珍プレーも演じている。華々しくデビューしたルーキーであったが、本来はバランスの良い中距離打者で中軸を打つタイプではなかったため、次第に脇役に回ることが多くなる。
1959年からは外野手に専念し、下位打線を打つことが多くなったが、リーグ優勝に中心打者として貢献。同年から西鉄の流線型打線に対抗するため、従来の機動力野球の方針から転換して400フィート打線を形成したが、穴吹は後半から1番打者として起用されている。野村克也は後に穴吹について「鈍足で有名な穴吹義雄が…」と評し、当時は打順の編成などが現在のように緻密ではなかったため、俊足でない穴吹がトップバッターを務めていたと振り返っている。以後のシーズンも夏場の広瀬叔功不振時などに数試合起用されていたが、2番打者に小技の利く半田春夫、広瀬、森下整鎮らが入ることが前提のオーダーであった。同年は自己最高でリーグ10位の打率.287を残し、同年の巨人との日本シリーズでは全4戦に1番打者として起用され、14打数3安打と大きな活躍はできなかったが日本一に力を添える。
1960年には開幕から4番打者に定着し、同年のオールスターゲームにも選出されるが、故障で出場を辞退している。
1961年には野村に4番の座を譲るが、同年の巨人との日本シリーズでは、10月22日の第1戦（大阪）で中村稔、同24日の第2戦（大阪）で堀本律雄から本塁打を放った。
1963年には樋口正蔵・堀込基明の台頭もあって出場機会が減少したが、10月16日の西鉄戦（大阪）ではケント・ハドリの代打で井上善夫からサヨナラ本塁打を放っている。
1966年の巨人との日本シリーズでは、10月17日の第4戦（大阪）で金田正一から本塁打を放つなど8打数3安打と活躍。「いつも大金をもらって入団した、という心の重荷があった」ことから、一度は喧嘩した兄弟にもそれぞれが家を建てられるほどの金額を契約金から分け与えた穴吹だが、打っても「あれだけもらったのだから当たり前」、ミスをすれば「契約金ドロボー」と野次を浴びた。打撃面では、左投手には無類の強さを誇ったが、右投手の変化球に弱く、入団時の期待ほどの成績を挙げることはできなかった。同僚の広瀬は「左投手には本当に強かった、相手投手が全員サウスポーだったら三冠王になれたのではないかと私は本気で思っている」と述べている。
1968年引退。
現役時代から「ゴジラ」の異名をとり、「ゴジラの名を冠した第1号の選手」とも言われている。豪放磊落なイメージの半面、健康に気を使うなど繊細な一面もあり、毎年オフに1週間ほど断食をし、「驚くほど宿便が取れる」と笑っていたこともあった。
引退後は南海→ダイエーで二軍コーチ（1969年）、一軍外野守備コーチ（1970年 - 1972年）、二軍監督（1973年 - 1982年）、監督（1983年 - 1985年）、編成部長（1991年 - 1992年）を務めた。二軍監督時代の1975年・1980年・1981年にはチームをウエスタン・リーグ優勝に導き、定岡智秋・河埜敬幸らの打撃を一軍レベルに引き上げるなど、後の主力選手を多数一軍へ送り出した。自身の経験を踏まえ、若い選手には練習の重要性を厳しく時には優しく説き、人望があった。練習メニューを組み立てるのがうまく、選手の長所を伸ばすタイプの指導者であった。練習が終わると、後ろにトンボをつけたトラクターを運転してグラウンド整備をするのが常で、「選手に厳しい練習をさせとるから、これくらいワシがやらんと」と、人懐こい笑顔を見せていた。1977年9月28日、野村が女性問題による公私混同を理由に監督解任を受けて、穴吹は2試合だけ代理監督として指揮を執る。試合前にダッグアウト前で選手の名前を呼んで「さあ、いこうぜ!」とはっぱをかける姿がよく見られたほか、ベンチ前で選手に声をかけ、「へい!クボジ!」「行こうぜ立石」「ガミ!頑張れ」と中百舌鳥球場や大阪球場で野太い声を響かせた。監督時代は試合勝利後のベンチ前での万歳三唱がトレードマークとなったほか、「もうける野球」を掲げ、チームの再建と観客動員のアップを目指した。弱肩の「ドカベン」香川伸行を正捕手と4番に据えてスターにしようとしたり、「西南戦争」と銘打って常勝西武との試合に山内新一・山内孝徳・山内和宏の「山内トリオ」を意図的にぶつけて全精力を傾けたりしたが、アイデアや戦略通りに選手は動いてくれなかった。当時の球団も設備投資や戦力補強に金をかけられず、大阪球場の選手専用の風呂にはシャンプーもリンスもなく、試合前の食券は1人500円までで超過分は年俸から引かれた。中百舌鳥球場近くの合宿所の昼食はインスタントラーメンで、50円を自腹で払うと「デラックス」と呼ばれ、生卵がひとつ落とされた。ある時にコーチ会議に球団代表が出席した際、約20人分のコーヒーが出ると、代表は「このコーヒー代は誰が払いまんねん?球団は払う義務はない」と言い、コーチ陣が激怒。間に入った穴吹が「ワシが払うがな」と仲裁したこともあった。近鉄を解雇されて大阪府内のバッティングセンターでアルバイトをしながら練習していた山本和範を入団させたこともあった。近鉄二軍時代の山本の実力を高く評価していて、他球団の選手にもかかわらずアドバイスを与えていた。そのため、自身の南海二軍監督から一軍監督への異動と、山本の近鉄戦力外通告が重なり、山本の南海への入団につながった。山本は84年にレギュラー入りして打率.306、16本塁打、1985年に初めて130試合フル出場した。投手コーチに河村英文を招聘し、畠山準、藤本修二、加藤伸一の若手投手陣が30試合以上登板するなど成長は感じさせた。そんな穴吹の手腕でもどうしようもなく3年連続Bクラスと成績は振るわなかったが、当時西武の広岡達朗監督が「南海は穴吹の指導でいい練習をしている」と評したことがある。監督退任後は毎日放送「ダイナミックナイター・〇曜ナイター」解説者（1986年 - 1990年）を務め、明快で聞きやすく、たとえミスが多い試合であろうとも、接戦で終わった試合では「ナイスゲームでした」の言葉で締めるなど、後輩選手に対する愛情あふれる解説者であった。ダイエー編成部長在任中は本社の上層部にホークスの選手の年俸がどれだけ低いか知ってもらうため、編成部長室の壁一面に12球団別の主力選手の年俸表が張り出し、1億円以上はピンク、9000万円台は緑と金額ごとに色分けされ、ひと目で、その球団の選手の年俸が高いか低いかが分かるようにした。穴吹は「給料が安い会社に誰も就職しとうないやろ。今のままでは、誰もウチにきたがらん。選手を獲得する前に“入団したくなる球団”にならなアカン」という考えで、中内㓛オーナーや本社上層部を事あるごとに部屋に引き入れ「もっと給料を出してほしい」と言い続け、その甲斐あって1年後には「ダイエーは年俸が高い、気前のいい球団」という評判が立った。ダイエー退団後はサンケイスポーツ関西版専属評論家（1993年 - 2001年）を務め、晩年は恩師・鶴岡が創設した少年硬式野球チーム「大阪南海ボーイズ」の会長として少年野球の指導に専念。多くの有望選手を高校に送り出したが、2006年に脳梗塞、2015年末には脳内出血で堺市の自宅前で倒れ、療養生活を続けていた。
2018年7月31日12時6分、敗血症のため堺市の病院で死去。85歳没。亡くなった日は関係者いわく「血圧が測れないほど低下する危険な状態」で病院に向かったが、診察前に眠るように息を引き取った。会話ができなくなり、面会には応じていなかった。体重も60kgまで落ちていたが、握力は最期まで強いままであった。

## 詳細情報

### 年度別打撃成績
| 年 度      | 球 団      | 試 合 | 打 席 | 打 数 | 得 点 | 安 打 | 二 塁 打 | 三 塁 打 | 本 塁 打 | 塁 打 | 打 点 | 盗 塁 | 盗 塁 死 | 犠 打 | 犠 飛 | 四 球 | 敬 遠 | 死 球 | 三 振 | 併 殺 打 | 打 率 | 出 塁 率 | 長 打 率 | O P S |
| ---------- | ---------- | ----- | ----- | ----- | ----- | ----- | -------- | -------- | -------- | ----- | ----- | ----- | -------- | ----- | ----- | ----- | ----- | ----- | ----- | -------- | ----- | -------- | -------- | ----- |
| 1956       | 南海       | 100   | 222   | 202   | 20    | 47    | 9        | 1        | 4        | 70    | 22    | 2     | 1        | 0     | 4     | 15    | 0     | 1     | 41    | 6        | .233  | .284     | .347     | .630  |
| 1957       | 南海       | 123   | 446   | 409   | 54    | 112   | 26       | 3        | 15       | 189   | 51    | 4     | 2        | 0     | 5     | 31    | 2     | 1     | 79    | 7        | .274  | .323     | .462     | .785  |
| 1958       | 南海       | 114   | 411   | 382   | 38    | 98    | 25       | 2        | 11       | 160   | 48    | 4     | 3        | 0     | 2     | 26    | 0     | 1     | 68    | 13       | .257  | .304     | .419     | .723  |
| 1959       | 南海       | 127   | 446   | 408   | 51    | 117   | 20       | 5        | 15       | 192   | 66    | 0     | 4        | 0     | 4     | 33    | 1     | 1     | 75    | 11       | .287  | .339     | .471     | .809  |
| 1960       | 南海       | 127   | 511   | 458   | 58    | 124   | 29       | 3        | 8        | 183   | 61    | 3     | 0        | 3     | 8     | 39    | 1     | 3     | 82    | 13       | .271  | .327     | .400     | .726  |
| 1961       | 南海       | 120   | 394   | 367   | 44    | 101   | 19       | 0        | 14       | 162   | 50    | 6     | 1        | 4     | 2     | 20    | 4     | 1     | 61    | 15       | .275  | .313     | .441     | .754  |
| 1962       | 南海       | 87    | 292   | 284   | 27    | 73    | 12       | 3        | 3        | 100   | 29    | 3     | 1        | 0     | 0     | 6     | 0     | 2     | 61    | 8        | .257  | .277     | .352     | .630  |
| 1963       | 南海       | 99    | 141   | 129   | 15    | 30    | 2        | 2        | 2        | 42    | 8     | 1     | 0        | 1     | 0     | 9     | 0     | 2     | 28    | 3        | .233  | .293     | .326     | .618  |
| 1964       | 南海       | 77    | 128   | 122   | 11    | 30    | 6        | 0        | 2        | 42    | 14    | 0     | 0        | 1     | 0     | 5     | 1     | 0     | 24    | 4        | .246  | .276     | .344     | .620  |
| 1965       | 南海       | 50    | 74    | 67    | 10    | 18    | 4        | 0        | 1        | 25    | 9     | 0     | 0        | 0     | 1     | 6     | 0     | 0     | 14    | 3        | .269  | .324     | .373     | .697  |
| 1966       | 南海       | 76    | 139   | 130   | 13    | 34    | 4        | 0        | 6        | 56    | 22    | 0     | 1        | 3     | 2     | 3     | 1     | 1     | 19    | 8        | .262  | .279     | .431     | .710  |
| 1967       | 南海       | 48    | 101   | 96    | 7     | 24    | 4        | 0        | 6        | 46    | 18    | 1     | 0        | 1     | 0     | 4     | 0     | 0     | 13    | 2        | .250  | .280     | .479     | .759  |
| 1968       | 南海       | 18    | 26    | 25    | 4     | 6     | 2        | 0        | 2        | 14    | 6     | 1     | 0        | 0     | 0     | 1     | 1     | 0     | 5     | 0        | .240  | .269     | .560     | .829  |
| 通算：13年 | 通算：13年 | 1166  | 3331  | 3079  | 352   | 814   | 162      | 19       | 89       | 1281  | 404   | 25    | 13       | 13    | 28    | 198   | 11    | 13    | 570   | 93       | .264  | .309     | .416     | .725  |

- 各年度の太字はリーグ最高

### 年度別監督成績
| 年度      | 球団      | 順位      | 試合 | 勝利 | 敗戦 | 引分 | 勝率 |
| --------- | --------- | --------- | ---- | ---- | ---- | ---- | ---- |
| 1977      | 南海      | 2位       | 2    | 1    | 1    | 0    | .500 |
| 1983      | 南海      | 5位       | 130  | 52   | 69   | 9    | .430 |
| 1984      | 南海      | 5位       | 130  | 53   | 65   | 12   | .449 |
| 1985      | 南海      | 6位       | 130  | 44   | 76   | 10   | .367 |
| 通算：4年 | 通算：4年 | 通算：4年 | 392  | 150  | 211  | 31   | .416 |

- 順位は最終順位
- 1977年、野村克也の監督解任後、監督代行として2試合を指揮

### 記録
- 新人の開幕戦本塁打 ※史上4人目、サヨナラ本塁打は史上初[25]。（投手：柴田英治）

### 背番号
- 5 （1956年 - 1968年）
- 64 （1969年）
- 70 （1970年 - 1978年）
- 80 （1979年 - 1983年）
- 81 （1984年 - 1985年）